# Pablo Llorens
Pablo Llorens (Alcoy, Alicante, 19 de junio de 1967) es un animador español especializado en la técnica de stop-motion. La mayoría de sus películas se han caracterizado por la presencia de mundos imaginarios donde suelen estar presentes elementos de Extraterrestres o cualquier cosa relacionada con la ciencia ficción, cuyos protagonistas suelen ser seres inadaptados y enigmáticos.
Se dedicó desde muy joven a animar con plastilina. Uno de sus primeros cortometrajes, Caracol, col, col (1995) recibió el Premio Goya al Mejor Cortometraje de Animación. En 1999 rodó un largometraje empleando la misma técnica, Juego de Niños y una miniserie de televisión, "Pérez y Donato". Su actividad se extendió también a la realización de videoclips musicales, series de animación para televisión (Doc Franky) y spots publicitarios para varias empresas (entre las que destaca Los García, campaña de introducción del euro en España).
En 2010 creó el diseño del cartel de Animainzón y en 2015 participó en el festival.
Creó su propio estudio de animación, Potens Plastianimation, en 2001. Su corto El enigma del chico croqueta obtuvo de nuevo el Goya al Mejor Cortometraje de Animación en 2005. Existe un libro editado sobre la realización de este corto, Así se hizo "El enigma del chico croqueta" (Edicions de Ponent).
En el año 2013 es seleccionado para formar parte del grupo Artevalencia

## Filmografía selecta

### Cortometrajes
- 1987 - Un mundo hambriento
- 1990 - Gastropotens
- 1991 - Noticias fuerrrtes
- 1992 - La niña está llorando
- 1994 - Gastropotens II. Mutación tóxica
- 1995 - Caracol, col, col
- 1996 - Furia genética
- 2004 - El enigma del chico croqueta
- 2007 - La maldición de los hombres triángulo
- 2008 - Chokopulpitos
- 2008 - Molecular zombi
- 2009 - El ultimátum evolutivo

### Series de TV
- 1996 - Pérez y Donato
- 1999 - Doc Franky

### Largometrajes
- 1999 - Juego de niños

### Otros realizadores valencianos de animación
- Juan Carlos Marí Juan Carlos Marí, realizador independiente de animación ganador del GOYA en 2004

- Datos: Q9053987